# تكاثف بوز-أينشتاين
كثافة بوز-أينشتاين في الفيزياء هي حالة تتخذها ذرات الغاز إذا كانت من البوزونات فتصبح حالة كمومية واحدة، شرط اقتراب درجة حرارتها إلى درجه الصفر المطلق، تنبأ بها كل من ساتيندرا ناث بوز سنة 1924 وألبرت أينشتاين بين عامي 1924 و1925، وأثبت بالتجربة سنة 1995 أي بعد 70 عاما من التكهن بوجود هذه الظاهرة. وتكاثف بوز وأينشتاين يعد حاله من حالات المادة وقد بَرهن على وجودها تجريبياً كل من كارل ويمان وإيريك ألين كورنيل من جامعة كولورادو بولدر في مخابر المعهد الوطني للمعايير والتكنولوجيا وبعدهما بفترة ولفجانج كيترلي في معهد ماساتشوستس للتقنية وكلا الفريقين برهنها سنة 1995 واستحق الفريقان بموجب ذاك جائزة نوبل في الفيزياء لسنة 2001 بالتشارك فيما بينهما
وتعتبر كثافة بوز أينشتاين حالة مادية لغاز مُمَدد من البوزونات المبردة إلى درجات من الحرارة قريبة جداً من الصفر المطلق، في هذه الشروط يشغل جزء كبير من البوزونات أخفض حالة كمومية، تظهر فيها ظواهر كمومية مجهرية نقطية وبشكل خاص تداخل التوابع الموجية، تتشكل BEC بتبريد غاز منخفض الكثافة للغاية تقدر بنحو جزء من مئة ألف جزء من كثافة الهواء العادي إلى درجات فائقة الانخفاض.

## النظرية
الجسيمات الأولية إما أن تكون بوزونات ((صحيحات المغزل 0, 1 ,2,...)) أو فيرميونات ((كسريات المغزل 1/2, 3/2, 5/2,...)) مثل الإلكترونات وتخضع الفيرميونات لمبدأ باولي للاستبعاد والذي ينص على أنه لا يمكن لفيرميونين أن يحتلا نفس الحالة الكمومية في حين أن البوزونات يجوز احتلال ذات الحالة الكمومية.فعند درجات الحرارة المنخفضة وتدني الحركة الحرارية إلى مستويات سفلى فإن مجموعات كبرى من البوزونات تميل إلى احتلال ذات الحالة الكمومية.ومن الدلائل الجلية على وجود تكاثف بوز وأينشتاين:

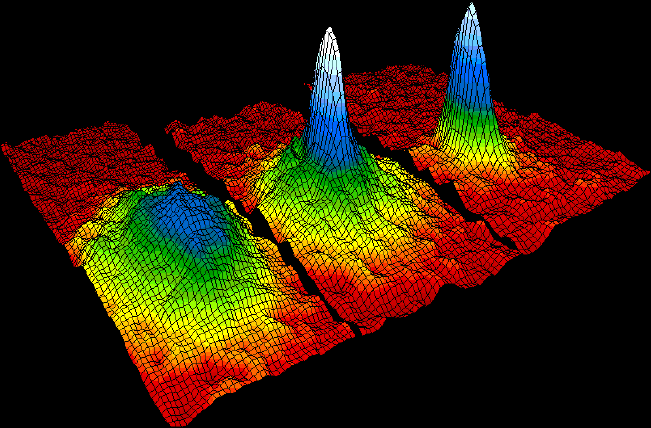
بيانات توزع السرعة لغاز من ذرات الربيديوم، تؤكد اكتشاف طور جديد للمادة، كثافة بوز-آينشتاين، إلى اليسار: قبيل ظهور كثافة بوز-آينشتاين مباشرة، في الوسط: بعد ظهور الكثافة مباشرة، إلى اليمين: بعد المزيد من التبخر، يدع عينة كثافة شبه صافية.

1. توزيع السرعة في الغازات يكشف عن وجود مركبتين متمايزة.
2. زيادة طارئة في الكثافة تصاحب انخفاض درجة الحرارة.
3. الشكل البيضاوي لتوزيع السرعة.

## التاريخ
أرسل ساتيندرا ناث بوس ورقة لأول مرة إلى آينشتاين حول الإحصاء الكمي للكوانتا الخفيفة (التي تسمى الآن الفوتونات)، والتي استمد فيها قانون بلانك الإشعاعي الكمي دون أي إشارة إلى الفيزياء الكلاسيكية. آينشتاين كان قد أعجب بها، وترجم الورقة نفسها من الإنجليزية إلى الألمانية وتقديمه لبوس، التي نشرت في عام 1924. وعثر في مكتبة في ليدن جامعة في عام 2005. ثم ممد آينشتاين أفكار بوز إلى أن تكون مهمة في ورقتين أخريين. ونتيجة لجهودهم هو مفهوم أغاز Bose ، تحكمه إحصائيات Bose-Einstein ، التي تصف التوزيع الإحصائي للجسيمات المتماثلة ذات السبين الصحيح، تسمى الآن البوزونات. يسمح للبوسون، التي تشمل الفوتون وكذلك الذرات مثل الهيليوم، بمشاركة حالة كمومية. اقترح آينشتاين أن تبريد ذرات bosonic إلى درجة حرارة منخفضة جدًا قد يؤدي إلى سقوطها (أو «تكثيفها») إلى أقل حالة كمومية يمكن الوصول إليها، مما يؤدي إلى شكل جديد من المادة.

## الصياغة الرياضية
يحصل تكاثف بوز-أينشتاين عند تدني درجة الحرارة تحت درجة معينة وتدعى هذه الدرجة بالدرجة الحرجة وهي في الغاز ثلاثي الأبعاد لا نهائي الحجم ولا يوجد تآثر متبادل بين جسيماته، تنطبق المعادلة على الدرجة الحرجة:
{\displaystyle T_{c}=\left({\frac {n}{\zeta (3/2)}}\right)^{2/3}{\frac {2\pi \hbar ^{2}}{mk_{B}}}\approx 3.31\ {\frac {\hbar ^{2}n^{2/3}}{mk_{B}}}}
حيث أن:

| {\displaystyle \,T_{c}}  |  | درجة الحرارة الحرجة،             |
| {\displaystyle \,n}      |  | كثافة الجسيم،                    |
| {\displaystyle \,m}      |  | كتلة البوزون،                    |
| {\displaystyle \hbar }   |  | ثابت بلانك المختزل               |
| {\displaystyle \,k_{B}}  |  | ثابت بولتزمان                    |
| {\displaystyle \,\zeta } |  | دالة زيتا ريمان وقيمتها = 2.6124 |

## الأثبات التجريبي
تنبأت نظرية ساتيندرا ناث بوز وألبرت أينشتاين بهذه الظاهرة منذ عام 1924. وفي أغسطس 2005 عثر معهد لورينتو للفيزياء النظرية التابع لجتمعة لايدن بهولاندا على أطروحة من 16 صفحة بعنوان:«نظرية الكم لغاز مثالي أحادي الذرات - الأطروحة الثانية» كتبها أينشتاين عام 1924 عن تكثف غاز مثالي مكوّن من بوزونات عند درجة الصفر المطلق (−273,15 درجة مئوية، أي 0 كلفن).
واكتشاف الخواص الغريبة للهيليوم السائل عند درجة حرارة منخفضة جدا فسمي بعد ذلك «تكاثف بوز-أينشتاين»، ولكن بعض التأثيرا المتنبأ بها لم يسطتع التجربة إثباتها بسبب وجو تآثر فعلي بين الذرات. كذلك أجريت تجربة أخرى للتعرف عل الظاهرة بالكامل على غاز منكون من هيدروجين مستقطب، ولم يمكن أيضا في هذه التجربة قياس التأثير المصاحب. وأخيرا في 5 يونيو 1995 أستطاع الفيزيائي «ميشائيل بروي » تحضير تكاثف بوز-أينشتاين في «مصيدة مغناطيسية» (تكثف 100 ذرة عند درجة حرارة منخفضة جدا).
وفي عام 2001 حصل الفيزيائيون إريك كورنيل وولفجانج كيترلي وكارل ويمان على جائزة نوبل للفيزياء عن تحضيرهم لأول تكاثف بوز-أينشتاين لغازين أولهما من ذرات الروبيديوم والثاني من ذرات الصوديوم.

## تطبيقات
أمكن عام 2004 الوصول غلأى درجات حرارة منخفضة جدا
10−7 كلفن وتحتها، وتتحضير عددا من تكثفات بوز-أينشتاين: (ليثيوم، صوديوم، بوتاسيوم، 52Cr، 85Rb, 87Rb, 133Cs und 174Yb)وكذلك للهيدروجين. ولكن تكاثف الهيليوم-4 لتكوين تكاثف بوز-أينشتاين لا يعد مثالا مثاليا لحالة الميوعة الفائقة، إذ أن الهيليوم-4 عند 17و2 كلفن لا تزال الذرات تتفاعل مع بعضها البعض، مما يجعل 8% فقط من الذرات تتكاثف في حالة قاعية.
وفي نوفمبر 2010 سجلت مجموعة من الباحثين في جامعة بون بألمانيا عن تحضيرها لتكاثف بوز-أينشتاين للفوتونات.
فقد حوصرت الفوتونات في «رنان ضوئي» بين مرآتين مقعرتين. ونظرا لعدم إمكانية تبريد الفوتونات فقد أضيفت جزيئات لمادة ملونة للحصول على توازن حراري في المصيدة. وتلى ذلك عملية مضخة ضوئية فظهر شعاع أصفر متوافق. ويعني العلماء العاملين تحت رعاية البروفيسور «مارتن فايتز» أن تكثف للفوتونات بطريقة تكاثف بوز-أينشتاين يمكن أن ينتج شعاعا ليزريا قصير الموجة في نطاق الأشعة فوق البنفسجية أو الأشعة السينية يمكن استغلاله.

## الملاحظات التجريبية
في عام 1938، اكتشف بيوتر كابيتسا، جون ألين ودون ميزينر أن الهليوم 4 أصبح نوعًا جديدًا من السوائل، يحتوي الهيليوم فائق السوائل على العديد من الخصائص غير العادية، بما في ذلك اللزوجة الصفرية (القدرة على التدفق دون تبديد الطاقة) ووجود دوامات كمية. سرعان ما تم الاعتقاد بأن زيادة الوزن كانت بسبب تكاثف بوز-آينشتاين الجزئي للسائل. في الواقع، تظهر العديد من خصائص الهيليوم فائق السرعة أيضا في المكثفات الغازية التي أنشأتها كورنيل، ويمان وكيترل. الهيليوم -4هو سائل وليس غازًا، مما يعني أن التفاعلات بين الذرات قوية نسبيًا؛ يجب تعديل النظرية الأصلية لتكثيف بوز-آينشتاين بشكل كبير من أجل وصفها.